# البطولات الأسترالية 1933 (كرة مضرب)
هنا قائمة بالبطولات الأسترالية لكرة المضرب، المعروفة الآن باسم أستراليا المفتوحة لسنة 1933:

## فردي رجال
جاك كراوفورد هزم  كيث غليدهيل 2-6 7-5 6-3 6-2

## فردي سيدات
جون هارتيغان هزم  كارول بوتسورث 6-4, 6-3